# Neznani knez
Neznani knez (srbsko непознати архонт/кнез, nepoznati arhont/knez), neimenovani srbski arhont (неименовани српски архонт, neimenovani srpski arhont) ali enostavno arhont Srb (архонт Србин, arhont Srbin) je bil  srbski knez, ki je po zapisih bizantinskega cesarja Konstantina VII. Porfirogeneta v De Administrando Imperio med vladavino cesarja Heraklija (vladal 610-641) pripeljal Srbe iz njihove pradomovina na Balkan.  Konstantin trdi, da je bil praoče prve srbske vladarske dinastije  Vlastimirovićev in da je umrl pred naselitvijo Bolgarov (680). Srbsko zgodovinopisje ga pogosto obravnava kot prvega srbskega vladarja.

## Prihod Srbov na Balkan
Po pisanju Konstantina VII. Porfirogeneta sta brata - kneza, katerih imen ni zapisal, Srbe v prvotni domovini razdelila v  dve skupini. Eden od njiju je svojo skupino odpeljal na Balkan, kjer je takrat vladal cesar Heraklij (610-641). Ob prihodu je  Severnim (Belim) Srbom od leta 631-632 vladal knez Dervan ali Drvan. Živković je z analizo virov prihod Srbov zožil na obdobje med letoma 629 in 632 ali celo na leto 631. Knez Dervan bi zato lahko bil brat legendarnega kneza Selimirja, vsekakor pa ne njegov oče.
Za razliko od Hrvatov, za katere Konstantin VII. piše, da so se med naseljevanjem spopadali z Avari, za Srbe česa takega ne omenja. To seveda ne pomeni, da spopadov ali vojne z njimi ni bilo.  Kralj Selimir, ki ga omenja Letopis popa Dukljana, bi torej lahko začel Srbom na Balkanu vladati  okrog  leta 631.
Ozemlje, na katerem je vladal Selimir, je težko določiti. Konstantin VII. selitev opisuje kot potovanje brez jasnega cilja. Prišli so do Egejskega morja in se obrnili in se nekaj časa celo nameravali vrniti v staro domovino. Prišli so do Beograda (Singidunum)  in preko Donave in ugotovili, da so Avari postali zelo močni, ali pa so se zaradi  kakšnega drugega vzroka ponovno premislili in se vrnili. Preko bizantinskega poveljnika Beograda so cesarja zaprosili, naj jim dodeli kakšno drugo ozemlje. Cesar jim je ustregel in jih začel naseljevati v Dalmaciji, ki je bila zaradi vpadov Avarov opustošena in razseljena.

## Vladavina legendarnega Selimirja
Domneva, da so Srbi od prihoda na Balkan do 9. stoletja živeli v plemenskih skupnostih, verjetno ne drži. Zgleda, da so že pred koncem Selimirjeve vladavine imeli vse elemente državnosti, kakršne so imeli Bolgari leta 680, ko naj bi že imeli svojo državo. Med vladanjem prvega srbskega kneza na Balkanu so bile na tem ozemlju najmanj tri skupine prebivalcev: člani srbske plemenske zveze, ki so tja  prišli leta 631, njim sorodni Slovani, ki so se tja priselili pred Srbi, in ostanki Bizantincev in staroselcev, ki so se umaknili predvsem v planinske predele in utrjena mesta ob morju. V Letopisu popa Dukljana za Selimirja piše, da je kljub temu, da je bil pogan in barbar, s kristjani živel v miru in jih ni preganjal,  vendar so mu morali plačevali davek.
Po Konstantinu VII. je prvi vladar Srbov na Balkanu umrl neznano kdaj, vendar pred letom 680. Letopis popa Dukljana je bolj natančen in pravi, da je umrl »v 21. letu svoje vladavine«. Če je podatek o prihodu na Balkan leta 631 točen, je vladal približno do leta 652, kar je dokaj verjetno.
Iz Konstantinovega pisanja je razvidno, da je prva srbska vladarska dinastija Vlastimirovićev izvirala od vodje selitve na Balkan in preko njega od nekega neznanega kneza Severnih Srbov v sedanji Lužiški Srbiji.

## Pokristjanjevanje
Konstantin VII. v De Administrando Imperio piše o prvem pokristjanjevanju Srbov, ki naj bi se zgodilo takoj po njihovem prihodu med vladavino cesarja Heraklija (632-641). Pokristjanjevanje  bi lahko bilo Konstantinova izmišljotina ali pa je bilo resnično, vendar ni za seboj pustilo nobenih vidnih sledi. Srbi so v tistem času, tako kot druga slovanska ljudstva, še vedno verovali v svoje bogove Peruna, Svetovida in druge in ne v enega samega krščanskega boga.